# Markus Björkqvist
Markus Björkqvist (* 4. September 2003 in Malmö) ist ein schwedischer Fußballspieler, der aktuell bei Malmö FF unter Vertrag steht.

## Karriere

### Verein
Björkqvist begann seine fußballerische Laufbahn bei Bara GIF. 2013 wechselte er in die Jugend von Malmö FF und zwei Jahre später zu Husie IF. Im Januar 2017 wechselte er erneut zu Malmö FF in die Jugend. Im Jahr 2020 und 2021 kam er bislang zu zwei Toren in neun U19-Spielen in der U19-Allsvenskan. Am 24. Juli 2021 (12. Spieltag) wurde er gegen Mjällby AIF spät eingewechselt und gab somit bei dem 2:0-Auswärtssieg sein Debüt in der Allsvenskan.

### Nationalmannschaft
Bislang kam Björkqvist für diverse Juniorennationalmannschaft von Schweden zum Einsatz.